# Sibir
Sibir és un nom utilitzat antigament per designar el que avui és la part occidental de Sibèria, que apareix entre el segle xii i xiv. El nom rus del que deriva Sibèria, deriva al seu torn de Sibir i aquest podria venir dels sabirs, uns nòmades turcs que feien part de l'estat Khàzar (després els suwars, a la Bulgària del Volga) que hi haurien viscut fins al segle VI quan van emigrar a la regió del Volga. Sabir al seu torn deriva de Siembi (xinès Hsien-pi), el nom d'una confederació tribal protomongola de la que podrien descendir els juanjuan que serien els àvars, i altres pobles. La paraula s'utilitza per primer cop el 1240 a la Història secreta dels mongols (Yuan-chao-pi-shih) en la forma Shibir. Una carta franciscana dona la forma Sibur el 1320 que reprodueix una carta catalana el 1375 i al llibre del Coneixement de Tots els Regnes. Com que el nom sibir en mongol vol dir "bosc espès" s'ha suposat que podria ser una paraula mongola, però aquestos no donaven noms nous a les terres que ocupaven.
Vegeu: Sibèria i Kanat de Sibèria.